# Come on Pilgrim
Come on Pilgrim är det amerikanska alternativ rock-bandet Pixies skivdebut. EP:n spelades in och släpptes 1987 på det brittiska indiependentbolaget 4AD Records.
I USA slogs EP:n ihop med bandets debutalbum Surfer Rosa, som gavs ut 1988 av Rough Trade Records. Första gången den gavs ut separat i USA var 1992, då av Elektra Records.

## Låtlista
1. "Caribou" - 3:14
2. "Vamos" - 2:53
3. "Isla de Encanta" - 1:41
4. "Ed Is Dead" - 2:30
5. "The Holiday Song" - 2:14
6. "Nimrod's Son" - 2:17
7. "I've Been Tired" - 3:00
8. "Levitate Me" - 2:37